# 筑波村
筑波村（つくばむら）は栃木県の南西部、足利郡に属していた村である。

## 地理
- 河川 - 渡良瀬川、矢場川

## 歴史
- 1874年（明治7年） - 百頭村と県村が合併し、梁田郡高富村が成立する。
- 1889年（明治22年）4月1日 - 町村制施行により、小曽根村、羽刈村、高松村と高富村の一部（大字県）が合併し、梁田郡筑波村が成立する。
- 1896年（明治29年）4月1日 - 郡統合（足利郡と梁田郡の統合）により、足利郡に所属する。
- 1955年（昭和30年）3月31日 - （旧）御厨町、梁田村、久野村と合併し、御厨町となる。
- 1962年（昭和37年）10月1日 - 御厨町が坂西町とともに足利市へ編入される。